# Alexandre-François Desportes
Alexandre-François Desportes (ur. 24 lutego 1661, zm. 20 kwietnia 1743 w Paryżu) – francuski malarz i rysownik.
W latach 1695−1696 przebywał w Polsce na dworze króla Jana III Sobieskiego, gdzie wykonywał portrety członków jego rodziny. W zbiorach Zamku Królewskiego w Warszawie znajduje się idealizowany portret Marii Kazimiery Sobieskiej jego autorstwa namalowany w 1696 roku. Po powrocie do Francji artysta specjalizował się w efektownych scenach królewskich polowań, studiach zwierząt (głównie psów) i martwych naturach z dziczyzną.
Od 1699 był członkiem francuskiej Akademii Królewskiej. Pracował dla króla Ludwika XIV i Ludwika XV; dekorował królewskie zamki (np. w Anet i Chantilly).
Malował portrety (Autoportret w stroju myśliwskim 1699); wykonywał portrety tapiserii (serie arrasów poświęcone Indianom 1687−1730). Nawiązywał do malarstwa flamandzkiego. Jego malarstwo cechuje swobodna technika, wartości kolorystyczne, sugestywny modelunek i wnikliwa obserwacja natury.